# یان سوخی
یان سوخی (چکی: Jan Suchý؛ ۱۰ اکتبر ۱۹۴۴ – ۲۴ اوت ۲۰۲۱) بازیکن هاکی روی یخ اهل چکسلواکی بود.